# Mizrab
Le mizrab (aussi épelé mezrab) est un plectre porté sur l'index des joueurs de sitar.
Fabriqué à la main d'un seul fil de fer, il est utilisé pour frapper les cordes de l'instrument. On en porte généralement un sur l'index, parfois un second sur le majeur ou l'auriculaire. Il est fermement ajusté afin d'éviter tout déplacement lors du jeu, et dépasse d'environ 6 mm de l'extrémité du doigt.
Le mizrab est également un marteau léger fait de bois et servant à jouer le santour persan.

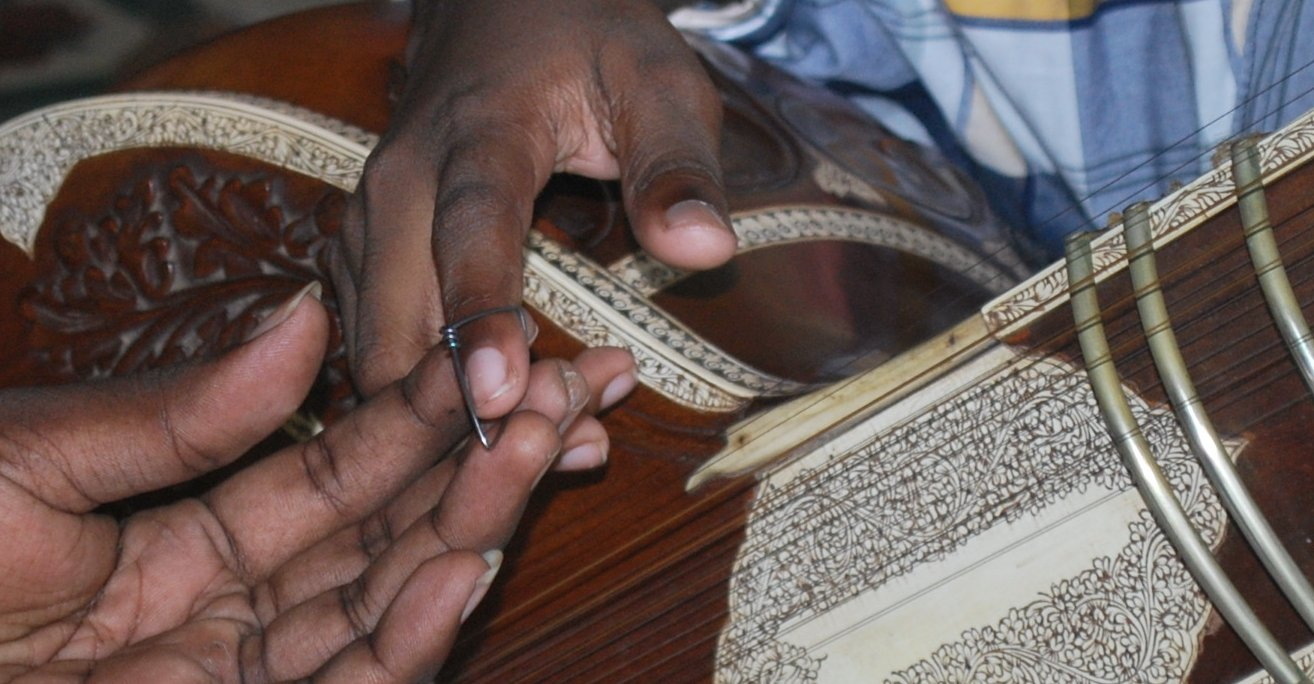
Mizrab

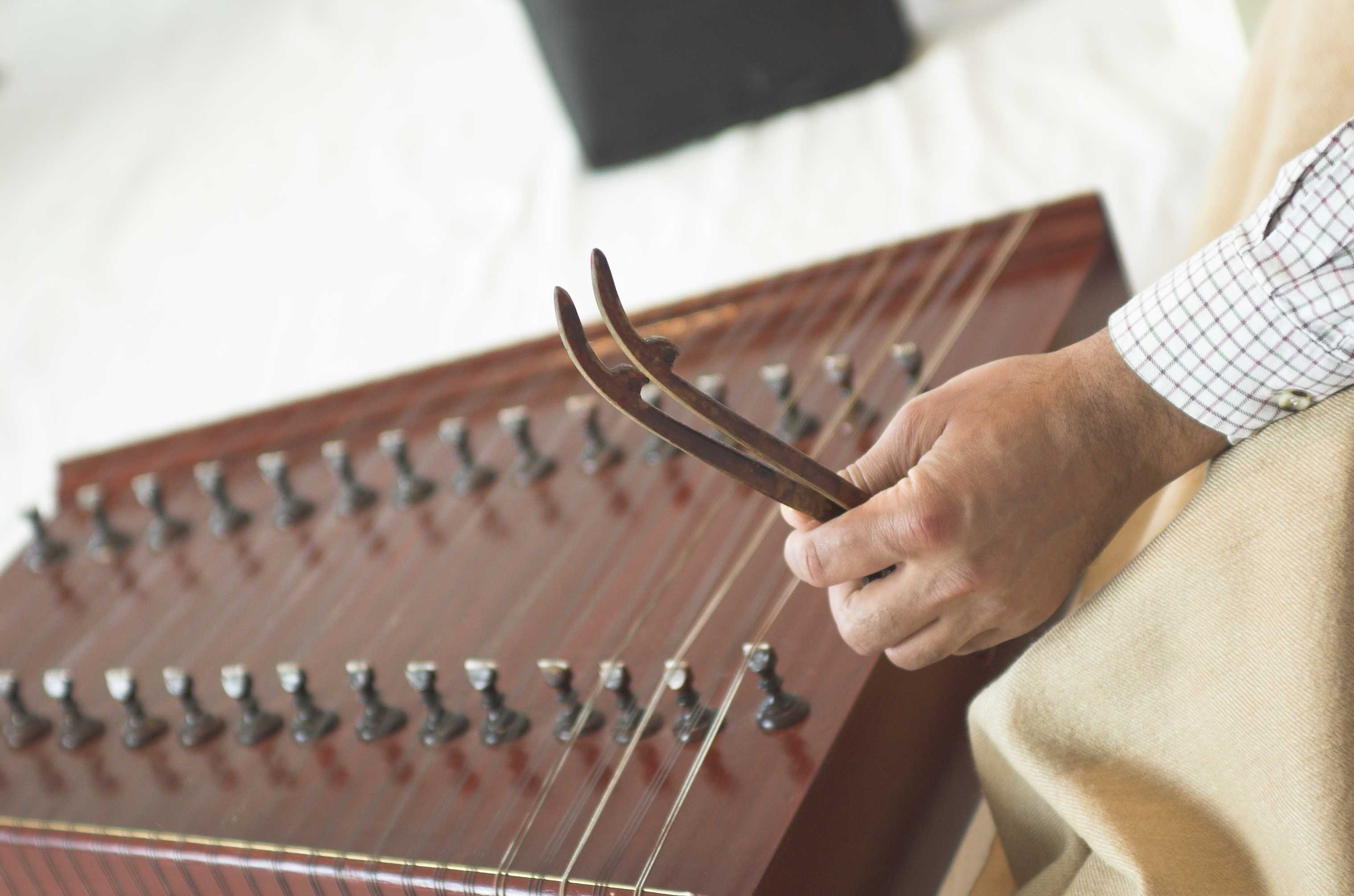
Marteau mizrab avec santour.

## Différentes attaques
Il y a quatre bols (façon d'attaquer la corde) lors du jeu : Da, Ra, Dir et Dra.
- Da - attaque de l'extérieur vers l'intérieur sur la première corde.
- Ra - attaque de l'intérieur vers l'extérieur sur la première corde.
- Dir - la première corde est frappée rapidement des deux côtés (comme lors du trémolo sur la guitare).
- Dra - la première corde est frappée vers l'intérieur puis immédiatement vers l'extérieur très rapidement, en donnant plus de puissance au mouvement vers l'extérieur.